# جو شالمرز
جو شالمرز (بالإنجليزية: Joe Chalmers) هو لاعب كرة قدم بريطاني في مركزي الدفاع، ولد في 3 يناير 1994 في غلاسكو في المملكة المتحدة. شارك مع منتخب اسكتلندا تحت 16 سنة لكرة القدم ومنتخب اسكتلندا تحت 17 سنة لكرة القدم ومنتخب اسكتلندا تحت 19 سنة لكرة القدم ومنتخب اسكتلندا تحت 20 سنة لكرة القدم ومنتخب اسكتلندا تحت 21 سنة لكرة القدم. أما مع النوادي، فقد لعب مع نادي سلتيك ونادي فالكيرك ونادي ماذرويل.

## وصلات خارجية
- جو شالمرز على موقع قاعدة بيانات كرة القدم.إي يو (الإنجليزية)
- جو شالمرز على موقع Soccerbase.com (لاعب) (الإنجليزية)
- جو شالمرز على موقع Soccerway.com (الإنجليزية)
- جو شالمرز على موقع AS.com (الإسبانية)